# 忠望王
忠望王（ただもちおう、生没年不詳）は、平安時代中期の皇族。式部卿・是忠親王の子。官位は従四位上・神祇伯。

## 経歴
内膳正を経て、朱雀朝から村上朝にかけて神祇伯を務め、伊予権守も兼ねる。位階は従四位上に至った。承平7年（937年）「神祇伯忠望王等解状」を太政官に提出し、諸国司が位禄を給付しようとしないため、官人らが困窮に喘いでいる問題を訴えている。また、天暦10年（956年）忠望王は勅勘を被っていたが、6月の月次祭の際、五位以上の神祇大副/少副がおらず神祇伯の代官を立てられなかったことから、六位以下の神祇官人が神事に参加しない事態が発生。そこで、忠望王は勅勘を免じられて月次祭に参仕した。応和元年（961年）伊勢神宮祈祷使を務めている。

## 官歴
- 時期不詳：内膳正[3]
- 承平6年（936年） 12月11日：見神祇伯従四位上[4]
- 天慶8年（945年） 8月11日：見従四位上神祇伯兼伊予権守[5]
- 天暦4年（950年） 7月27日：見神祇伯[6]
- 応和元年（961年） 閏3月13日：伊勢神宮祈祷使[7]

## 系譜
『尊卑分脈』による。
- 父：是忠親王
- 母：不詳
- 生母不詳の子女
  - 男子：平偕行
- 養子女
  - 男子：平中興 - 実は平季長の子